# June Chadwick
June Chadwick (* 30. November 1951 in Warwickshire, England) ist eine britische Schauspielerin.

## Leben
June Chadwick besuchte die Royal Academy of Dramatic Arts und begann ihre Schauspielkarriere 1978 mit einer kleinen Rolle im britischen Horrorfilm The Comeback. Nach einigen weiteren britischen Produktionen wechselte sie Anfang der 1980er Jahre ins US-amerikanische Filmgeschäft. 1984 gelang ihr ein erster Durchbruch; neben einer Rolle in der Filmkomödie This Is Spinal Tap erhielt sie eine der Hauptrollen in der Fernsehserie V – Die außerirdischen Besucher kommen. In der dritten und letzten Staffel von Trio mit vier Fäusten spielte sie Lt. Joanna Parisi. Zwischen Mitte der 1980er bis Mitte der 1990er Jahre spielte sie Gastrollen in verschiedenen Fernsehserien wie Magnum, Das A-Team und MacGyver. 1992 hatte sie eine der Hauptrollen der Serie Tropical Doctors, die jedoch nach 17 Folgen eingestellt wurde.

## Filmografie
- 1978: Zeuge des Wahnsinns (The Comeback)
- 1979: Golden Lady (The Golden Lady)
- 1980: Silver Dream Racer
- 1982: Mutant – Das Grauen im All (Forbidden World)
- 1982: Love to Kill (The Last Horror Film)
- 1983: Zwei Leichen beim Souper (Sparkling Cyanide, Fernsehfilm)
- 1984: Magnum (Magnum, p.i., Fernsehserie, drei Folgen)
- 1984: This Is Spinal Tap
- 1984: The Mating Call (Fernsehfilm)
- 1984–1985: V – Die außerirdischen Besucher kommen (V, Fernsehserie, 19 Folgen)
- 1985: Das A-Team (The A-Team, Fernsehserie, zwei Folgen)
- 1986: Trio mit vier Fäusten (Riptide, Fernsehserie, sechs Folgen)
- 1986: Jumpin’ Jack Flash
- 1986: MacGyver (Fernsehserie, eine Folge)
- 1987: California Bulls (1st & Ten, Fernsehserie, eine Folge)
- 1987: Agentin mit Herz (Scarecrow and Mrs. King, Fernsehserie, eine Folge)
- 1987: Der Tod kommt auf sechs Beinen (Distortions)
- 1988: Auf der Flucht vor den Rebellen des Todes (Quiet Thunder)
- 1988: Die Stunde des Headhunter (Headhunter)
- 1989: Matlock (Fernsehserie, eine Folge)
- 1989: Evil Below
- 1989: Mord ist ihr Hobby (Murder, She Wrote, Fernsehserie, eine Folge)
- 1989: Rebel Waves (Rising Storm)
- 1990: Back Stab
- 1992: A Spinal Tap Reunion: The 25th Anniversary London Sell-Out (Fernsehfilm)
- 1992–1993: Tropical Doctors (Going to Extremes, Fernsehserie, 17 Folgen)
- 1993: Civil Wars (Fernsehserie, eine Folge)
- 1993: Raven (Fernsehserie, eine Folge)
- 1994: Fortune Hunter – Bei Gefahr: Agent Carlton Dial (Fortune Hunter, Fernsehserie, eine Folge)
- 1995: Die Verblendeten (Dazzle, Fernsehfilm)
- 1995: One West Waikiki (Fernsehserie, eine Folge)
- 1999: Diamonds
- 2001: Star Trek: Away Team (VS, Stimme)
- 2001: Im Sog der Vergeltung (Facing the Enemy)